# Polia imbrifera
Polia imbrifera là một loài bướm đêm trong họ Noctuidae.